# Claypool (Arizona)
Claypool es un lugar designado por el censo ubicado en el condado de Gila en el estado estadounidense de Arizona. En el Censo de 2010 tenía una población de 1538 habitantes y una densidad poblacional de 505,38 personas por km².

## Geografía
Claypool se encuentra ubicado en las coordenadas 33°24′22″N 110°50′31″O / 33.40611, -110.84194. Según la Oficina del Censo de los Estados Unidos, Claypool tiene una superficie total de 3.04 km², de la cual 3.04 km² corresponden a tierra firme y (0%) 0 km² es agua.

## Demografía
Según el censo de 2010, había 1.538 personas residiendo en Claypool. La densidad de población era de 505,38 hab./km². De los 1.538 habitantes, Claypool estaba compuesto por el 83.36% blancos, el 0.72% eran afroamericanos, el 1.82% eran amerindios, el 0.39% eran asiáticos, el 0% eran isleños del Pacífico, el 11.7% eran de otras razas y el 2.02% pertenecían a dos o más razas. Del total de la población el 38.56% eran hispanos o latinos de cualquier raza.